# Šerkovice
Šerkovice jsou obec v okrese Brno-venkov v Jihomoravském kraji. Rozkládají se na okraji Boskovické brázdy, v přírodním parku Svratecká hornatina, přibližně čtyři kilometry severně od Tišnova. Žije zde 342 obyvatel.

## Historie
První písemná zmínka o obci pochází z roku 1294.

## Obyvatelstvo
| Rok            | 1869 | 1880 | 1890 | 1900 | 1910 | 1921 | 1930 | 1950 | 1961 | 1970 | 1980 | 1991 | 2001 | 2011 | 2021 |
| -------------- | ---- | ---- | ---- | ---- | ---- | ---- | ---- | ---- | ---- | ---- | ---- | ---- | ---- | ---- | ---- |
| Počet obyvatel | 221  | 227  | 211  | 204  | 214  | 185  | 209  | 196  | 207  | 198  | 208  | 182  | 200  | 243  | 349  |
| Počet domů     | 27   | 29   | 36   | 37   | 40   | 40   | 44   | 54   | 56   | 55   | 57   | 65   | 75   | 93   | 119  |

Vývoj počtu obyvatel

## Obecní správa a politika
Od 50. let 19. století do 30. června 1980 Šerkovice byly obcí, zpočátku v okrese Brno, poté od 90. let 19. století do roku 1960 v okrese Tišnov a od roku 1960 v okrese Brno-venkov. Od 1. července 1980 do 23. listopadu 1990 patřily jako část obce k Tišnovu a od 24. listopadu 1990 jsou znovu obcí.

### Obecní symboly
Znak a vlajka byly obci uděleny rozhodnutím předsedy Poslanecké sněmovny Parlamentu České republiky dne 26. května 2000.

## Pamětihodnosti
- Bývalá sušárna ovoce z 19. století
- Pomník partyzánského oddílu Jermak a českých vlastenců z obce (1965)[8][pozn. 1]
- Statek U Kašpárků – bývalý mlýn a pila
- Kaple svatého Cyrila a Metoděje (1895)
- Kaple a mramorový kříž na návsi